# Lagesse
Lagesse é uma comuna francesa na região administrativa de Grande Leste, no departamento de Aube. Estende-se por uma área de 12,57 km². Em 2010 a comuna tinha 211 habitantes (densidade: 16,8 hab./km²).